# 安東尼·卡莫納
安東尼·托马斯·阿基纳·卡莫納（Anthony Thomas Aquinas Carmona，1953年3月7日—），曾任特立尼達和多巴哥總統和國際刑事法院法官。
| 前任： 乔治·马克斯韦尔·理查兹 | 特立尼达和多巴哥总统 2013年－2018年 | 繼任： 寶拉-梅·維克斯 |